# John Burra
John Burra (20 novembre 1965) è un ex maratoneta tanzaniano.
Nel 1987 ha vinto la maratona di Amsterdam con il tempo di 2h12'40".

## Palmarès
| Anno | Manifestazione  | Sede       | Evento   | Risultato | Prestazione | Note |
| ---- | --------------- | ---------- | -------- | --------- | ----------- | ---- |
| 1988 | Giochi olimpici | Seul       | Maratona | 43º       | 2h24'17"    |      |
| 1992 | Giochi olimpici | Barcellona | Maratona | dnf       | dnf         |      |

## Altre competizioni internazionali
1986
- 6º alla Maratona di Tokyo ( Tokyo) - 2h11'27"
- 6º alla Maratona di Chicago ( Chicago) - 2h13'36"
- Argento alla Maratona di Amsterdam ( Amsterdam) - 2h15'24"

1987
- 9º alla Maratona di Tokyo ( Tokyo) - 2h19'54"
- Oro alla Maratona di Amsterdam ( Amsterdam) - 2h12'40"

1988
- 20º alla Maratona di Boston ( Boston) - 2h17'11"

1989
- Bronzo alla Maratona di Stoccolma ( Stoccolma) - 2h15'00"
- 31º alla Maratona di Fukuoka ( Fukuoka) - 2h23'29"

1990
- Argento alla Maratona di Amsterdam ( Amsterdam) - 2h12'42"
- 12º alla Maratona di Fukuoka ( Fukuoka) - 2h16'47"

1991
- 18º alla Maratona di New York ( New York) - 2h18'58"
- Oro alla Maratona di Madrid ( Madrid) - 2h12'19"
- Oro alla Maratona di Mosca ( Mosca) - 2h13'05"

1992
- 10º alla Maratona di Venezia ( Venezia) - 2h18'16"